# روبرت فالكون سكوت
روبرت فالكون سكوت (بالإنجليزية: Robert Falcon Scott) (6 يونيو 1868 – 29 مارس 1912) مستكشف بريطاني وضابط بحري، أصبح أول شخص يصل إلى سهل القطب الجنوبي. وصل إليه ضمن بعثة الاستكشاف البريطانية التي تحركت إلى هناك في الفترة الواقعة ما بين عامي 1901 و1904م. وفي 30 ديسمبر عام 1902م، وصل سكوت إلى خط عرض َ17 °82 درجة تقريبًا على بُعْد 840 كم من القطب الجنوبي الحقيقي. خط العرض الذي وصل إليه سكوت كان أبعد خط جنوبي يصل إليه أي إنسان.
أدى نجاحه في هذه البعثة إلى قيام الحكومة البريطانية والجمعية الجغرافية الملكية بتعيينه قائداً لبعثة ثانية إلى القطب الجنوبي الحقيقي. أبحرت البعثة (بعثة تيرا نوفا) عام 1910 على متن السفينة تيرا نوفا. ووصل الرجال إلى القطب في 17 يناير 1912، لكنهم وجدوا أن المكتشف النرويجي روال أموندسن قد سبقهم. وفي رحلة العودة مات أعضاء البعثة الخمسة.

## حياته

### في صغره
وُلد روبرت فالكون سكوت في 6 يونيو 1868 ببريطانيا وهو الثالث من ستة أطفال، وكانت طفولته مريحة لأن والده قد حقق الازدهار من خلال مصنع الجعة الصغيرة في بليموث. بعد سنوات قرر سكوت أن يتخذ مهنته في البحرية، على الرغم من أن الأسرة سوف تعاني صعوبات مالية خطيرة. وعلى الرغم من أن والده كان قاضي، والأسرة لديها تقليد عسكري قوي تم إرسال روبرت وشقيقه الأصغر ارشيبالد للانضمام إلى القوات المسلحة أمضى روبرت أربع سنوات في المدرسة المحلية قبل إرساله إلى مدرسة فريهام مدرسة "Stubbington" البيت في هامبشاير، وهي مؤسسة إعداد المرشحين للمساهمة في مجال التدريب السفينة HMS بريطانيا في دارتموث الاستعراضي. بعد اجتياز هذه الامتحانات ذلك العام، بدأ سكوت مهنته بحرية في عام 1881، التحق الرائد من قناة السرب، HMS ماجستيك عندما تم تعيينه في منصب ملازم للطوربيدات..

### بداية عمله
لسوف يقترن اسم «روبرت فالكون سكوت» دائما باكتشاف القارة القطبية الجنوبية. وإنه ليذكر على وجه الخصوص لرحلته إلى القطب الجنوبي وإخفاقه في الوصول إليه، وقد كان ذلك بعد المكتشف النرويجي روال أموندسن بشهر.
فضلا عن المأساة التي حلت به وبرفاقه الأربعة في رحلة العودة. ونحن نعرف تفاصيل هذه الرحلة الملحمية من مذكراته التي عثر عليها بعد وفاته بثمانية أشهر، والمصاعب وخيبة الأمل والبطولة التي سجلها سكوت في مذكراته مازالت تأخذ بمجامع الخيال في هذا العصر العلمي الذي نعيشه.

### رحلة الكشف
في بادئ الأمر رحل سكوت إلى القارة القطبية الجنوبية قائدا لرحلة القطب الجنوبي البريطاني الأهلية من 1901-1904، وكان في الثالثة والثلاثين من عمره يحمل رتبة «كوماندور» في الحرية الملكية عندما أخذ على عاتقه القيام بهذه المهمة.
وبلغت السفينة «الكشف» القارة القطبية الجنوبية في أوائل 1902 مقتربة من القارة عن طريق بحر«روس»، واختار سكوت مضيق «ماكموردو» قاعدة يمضي فيها فصل الشتاء وفي ذلك الوقت كان داخل القارة مجهولا تماما، فآثر سكوت أن يتخذ من سفينته مأوى يقضي فيها الشتاء بدلا من أن يحل في قاعدة من كوخ على الشاطئ. وقد ظلت السفينة «الكشف» متجمدة في جليد البحر مدة سنتين. وفي الصيف الأول رحل سكوت مع رفيقين له 'الدكتور إدوارد ولسون' و'أرسنت شاكلتون' جنوبا عبر «الجرف الجليدي» واكتشف أنه عبارة عن سهل عظيم من الجليد العائم يمتد مئات الأميال نحو القطب.. ولقد استخدموا الكلاب لجر الزحافات، لكنهم لم يجيدوا حقا ذلك الفن، فبعد أن تقدموا ببطء إلى ما بعد خط العرض 82 جنوبا فقط، اضطر سكوت للعودة، وخلال رحلة العودة، أصبح عليهم أن يجروا الزحافات بأنفسهم، فضلا عن إصابة شاكلتون بمرض الأسقربوط، وكان على سكوت وولسون أن يحملاه في نهاية الرحلة.
و خلال صيف 1903 قاد سكوت الجماعة الأولى للوصول إلى الهضبة الجليدية في أرض «فكتوريا». ولقد قادتهم هذه الرحلة إلى غربي «مضيق ماكموردو» وراء الجبال العالية التي تحف بهذا الجزء من الهضبة.
و في فبراير 1904 أفلتت «الكشف» من الجليد وعادت إلى بريطانيا في أواخر نفس العام. ولقد أحرزت الرحلة نجاحا كبيرا، وأصبح «سكوت» بطلا شعبيا ورقي إلى رتبة «قبطان» تلقى سكوت العديد من الجوائز الوطنية والدولية تقديرا لعمله في القارة الجنوبية. وشملت هذه الفيلق الفرنسية من شرف، قائد وسام الفيكتوري الملكي (CVO)، منح ميدالية القطبية وترقية إلى رتبة نقيب، والمؤرخة من عودته إلى بورتسموث. سئل سكوت الرب البحرية الأولى للإجازة من أجل الكتابة حتى سرده للبعثة. خلال هذه الفترة، كان متصلا بها هيئة أركان البحرية باعتبارها مساعد مدير الاستخبارات البحرية.
في 21 آب عام 1906، عاد إلى الجارية بحر آخر بحرية كما علم الكابتن من الاميرال إجيرتون على HMS منتصرا. ومع ذلك، واصلت الأفكار سكوت نحو المزيد من الاستكشاف والهدف النهائي المتمثل في الوصول إلى القطب الجنوبي، في حين شاكلتون تبذل بالفعل خطط لرحلة استكشافية من تلقاء نفسه. في بداية يناير عام 1907، تم نقله إلى سكوت HMS ألبيمارل.

### زواجه
التقى سكوت البارونة كاثلين بروس في 2 سبتمبر 1908، فتزوجا في الكنيسة الملكية في هامبتون كورت، بإذن خاص منح من الملك. في شهر مايو عام 1908.

### ترقيته
في شهر مارس عام 1909، تم تعيين سكوت أمينا البحرية إلى البحر الرب ثانيا، السير فرانسيس بريدجمان. وكان أول ضابط بحري لعقد هذا التعيين، تعقد عادة من قبل موظفي الخدمة المدنية. أي وقت الفراغ أنه يمكن الغيار من مهامه أنفقت تعمل على خطط لرحلة القطب الجنوبي الثاني. في الوقت نفسه، جاءت أخبار من بعثة شاكلتون وبعد أن وصلت إلى القطب الجنوبي المغناطيسي، وصلنا إلى مسافة 100 كيلومتر من القطب الجنوبي واكتشاف Beardmore glaicer.
في 19 حزيران عام 1909، في حين ترأس حفل عشاء تكريما لشاكلتون، أعلن سكوت نية بعثة أخرى للمطالبة القطب الجنوبي لبريطانيا. كما تم إنشاء مكتب للبريطانيين في القطب المتجمد الجنوبي 1910 تصل في شارع فيكتوريا في لندن ونشرت الخطط والأهداف للبعثة، تليها في وقت لاحق الشهر الجاري حملة لجمع التبرعات. حدث آخر حدث هام في حياة سكوت أيضا في هذا الوقت. أنجبت زوجته ولدا، بيتر سكوت ماركهام في 14 سبتمبر.
وكانت السفينة التي اختيرت للرحلة وتيرا نوفا. أبحرت السفينة من كارديف يوم 15 يونيو، متوجها إلى كيب. سكوت غادر بشكل منفصل عن الرأس على 16، برفقة زوجته واثنين من زوجات أخريات من الضباط من أفراد الطاقم. وصلوا كيب تاون في 2 أغسطس وانتظر سفينة مسح للوصول وانضموا إليها، وأبحر إلى أستراليا. لدى وصولهما إلى ملبورن، تلقت سكوت الأنباء التي تفيد بأن النرويجي روالد أموندسن المستكشف كانت متجهة أيضا للجنوب القطب. كان السباق على لمعرفة من الذي سيحصل هناك أولا.
وكان آخر مكالمة وتيرا نوفا لنيوزيلندا والحضارة اليسار على 29 نوفمبر 1910. وصلوا إلى ماك موردو الصوت في 5 يناير 1911.

### الرحلة الأخيرة
غادرت جماعة سكوت قاعدتها في نوفمبر 1911 وفي هذه المرة استخدم كلا من الخيول السيسي والكلاب في جر الزحافات حتى سفح «ثلاجة بيردمور» التي كان عليه أن يتسبقها ليصل إلى الهضبة القطبية. ولقد عادت الجماعة المعاونة خلال مراحل مختلفة من الرحلة، تاركا أكداسا من الطعام والزيت البارافين للجماعة الأساسية ليستخدموها في عودتهم ومن سفح «ثلاجة بيردمور» قدما جر الرجال الزحافات بأنفسهم.
و قفلت آخر الجماعات المعاونة عائدة من فوق الهضبة القطبية على بعد 150 ميلا فقط من القطب الجنوبي، تاركة جماعة من خمس رجال ليقوموا بالسباق القصير السريع والأخير.. كان أولئك هم: سكوت، وويلسون، والملازم ه.ر.بورز، والكابتن ل.أ.جج. أوتيس وضاط الصف البحري أ. إيفانز. وعنما وصلوا أخيرا القطب في 17 يناير 1912 أصيبوا بخيبة أمل مريرة عندما وجدوا خيام «أمندسن» فلقد أدركوا أنهم خسروا السباق.
ومما زاد الطينة بلة والجرح عمقا هو توصل سكوت برسالة من أموندسن يطلب منه إيصال خبر انتصار أموندسن ووصوله إلى القطب الجنوبي إلى الملك النرويجي هاكون السابع، لم يكن القصد من أموندسن نية الإساءة لسكوت، بل كانت رسالته من أجل الاحتياط في حالة وقع له حادث ما، غير أن سكوت لم ير ذلك من نفس الزاوية، بل أحس بإهانة كبيرة عندما شعر بأنه تحول من مستكشف تاريخي إلى مجرد ساعي للبريد.
أخذ سكوت صحبة رفاقه طريق العودة والألم يعتصر قلبه بدون كلاب تذلهم على أثر ذهابهم، من استنزافهم بدنيا وأفقدهم الكثير من الوقت للعثور على طريق العودة، بينما كان فصل الشتاء بعواصفه الثلجية الهوجاء يقترب بسرعة ويطل على الأبواب، كانت المعاناة قوية لدرجة لا تطاق، فزيادة على العواصف الثلجية وقلة المؤونة والاعتماد على قوة الجر البدنية، كانت أجسام الرجال تذوب وتهزل بطريقة مريعة يوما بعد يوم وكانت أطرافهم تتجمد وتموت وتصبح مسودة كالفحم الأسود، ومع حلول شهر فبراير 1912 سينطفئ أول رجل في البعثة إيدغار إيفانس، شهر واحد بعد ذلك ينطفئ ثان رجل في البعثة لورانس واتس بعد إصابته بالغرغرينا الذي أدت إلى تآكل خلايا جسمه وتحطم أنسجته وانتشارها تدريجيا في جسمه، وتضحية منه حتى لا يُعيق مسيرة باقي رفاقه الثلاث ويُصبح عليهم عبئا ثقيلا، تعمد الرجل ترك نفسه تحت رحمة البرد والجليد حتى فارق الحياة.
تقدم الرجال الثلات روبرت سكوت ووإيدوارد أدريان ويلسون وهنري روبرتسون بويرس وهم لا يقوون على المشي يجرون ما تبقى لهم من مؤونة تكفي لأيام قلائل حتى صدتهم عاصفة ثلجية قوية على بعد 18 كيلومتر من مخزن للمؤن، يكتب سكوت " كل يوم كنا نستعد للتوجه إلى مخزن المؤن ولكن خارج الخيمة لم تكن هناك غير الدوامات الثلجية، لا يمكننا أن نتوقع الشي الكثير الآن"، بقي الرجال الثلات محاصرين داخل خيمتهم لمدة تسعة أيام وحياة كل منهم تتلاشى وتذوب كالشمعة وأصبحت المسألة مسألة وقت ليس إلا، استغل سكوت ما تبقى في جعبته من جهد قليل في كتابة يومياته وكتابة رسائل لزوجته والتي كان يخاطبها في رسائله بسيدتي الأرملة، ثم كتب رسالة للناس يقول فيها " لا أظن أن هنالك بشرا على الإطلاق عاش ما عانيناه خلال شهر، ولكن من جهتي لم أندم على قيامي بهذه الرحلة"، وآخر ما كتبه سكوت بتاريخ 29 مارس 1912 كان "لو بقينا على قيد الحياة لأمكنني أن أؤلف كتبا بأكملها والتي سيكون من المستحيل أن تستنفد الثروات الهائلة من الشجاعة والتحمل التي أبداها رفاقي، والتي ربما يهتز ويرتجف لها قلب أي إنجليزي" ثم ختم كلمته الأخيرة قائلا: " سوف نتشبت حتى آخر رمق ولكننا أصبحنا أكثر فأكثر ضعفا.
ومن الواضح أن النهاية لم تعد بعيدة..إنها لحسرة وخسارة ولم يعد بإمكاني الكتابة أكثر من هذا. روبرت سكوت 29 مارس 1912.. محبة في الله.. إلهي ارع أهلنا"، سيتم لاحقا، بواسطة بعثة إغاثة، العثور داخل الخيمة على ثلاث جثت مجمدة، وسكوت بقي على أهبة التحرير منحنيا على يومياته.
وبعد ثمانية أشهر طرفا البحث، بقيادة الدكتور أتكينسون، اكتشف خيمة والهيئات من الرفاق، جنبا إلى جنب مع اليوميات والرسائل الأخيرة من سكوت. وكان سكوت كتب رسالة للجمهور يوضح أسباب الفشل. كما عثر على عينات مهمة من مثلجة بيرد مور.
وصلت أخبار من زوال القطبية فريق بريطانيا في فبراير شباط 1913. وعقد حفل تأبين في كاتدرائية سانت بول. سكوت كان منحت بعد وفاته قائد فارس من الحمام والاحتفاظ كاثلين حقوق وامتيازات رتبة. تم إطلاق حملة لجمع إنشاء صندوق تذكاري لمواصلة العمل العلمي قد سكوت بنشاط مع وتأسس معهد البحوث القطبية سكوت.
إصرار سكوت في أول استخدام المهور سيبيريا ورجل ثم حمل بضائعهم إلى القطب، بدلا من استخدام زلاجات الكلاب تماما هو الفرق الأكثر وضوحا واحد بين البعثات اثنين.
وقد استخدمت سكوت الكلاب، ولكن فقط حتى مثلجة بيرد مور، في حين أموندسن، استغرق سائق الكلب أكثر خبرة كل منهم في الطريق إلى القطب. وربما كان هذا الإحجام عن غيرها من الكلاب بسبب رعب اعترف سكوت الكلاب وثم قتل الطاقة للآخرين. وتشير السيرة الذاتية فينيس أن سكوت قد تستخدم فقط الطريقة التي عملت أفضل بالنسبة له، كما تم نقل رجل في اكتشاف البعثة.
ومع ذلك، يوميات سكوت نفسه يشير بوضوح انه يعتقد في الدليل الإرشادي للنقل الثقيل العمل زلاجات كانت متفوقة أخلاقيا لاستخدام الكلاب، وهذا الحل الوسط إلى الأسلوب الأكثر فعالة. كان عقله لم يغلق إلى البدائل، ومع ذلك، وقال انه أول محاولة جادة لاستخدام جرارات بمحركات، وتحديد بشكل صحيح أنه سيكون في المستقبل من الجليد السفر.
الرجل الذي يحمل الزلاجات يتطلب المدخول اليومي من السعرات الحرارية أكثر من 5000 وهذه الأيام على أهمية اتباع نظام غذائي عالي جدا في الدهون لم تكن مفهومة، ربما باستثناء من الإسكيمو. استغرق سكوت كميات كبيرة من اللحوم المجففة (pemmican)، الذي لم يكن نسبة عالية من الدهون. خسائر جسيمة في وزن الجسم الناجمة عن الجهد البدني خفض العزلة من الدهون خاصة بهم وجعلهم أكثر عرضة للبرد.
على الرغم من أن السبب الدقيق للوفاة سكوت هو موضوع لكثير من النقاش، فمن المرجح أن الجوع والإرهاق والبرد القارس، والاسقربوط (مرض نقص الغذائية) ساهمت جميعها في وفاة سكوت والرجال.

## تمجيده

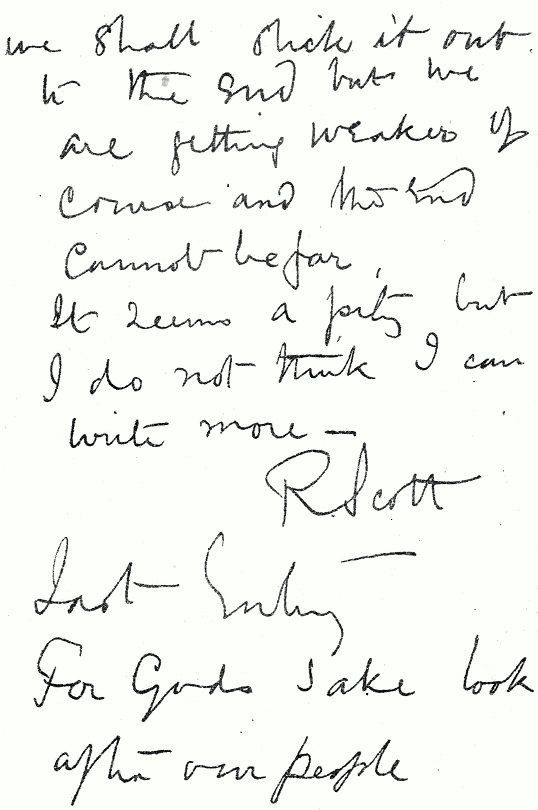
الصفحة الأخيرة من مذكرات روبرت فالكون سكوت

تم اكتشاف جثث سكوت ورفاقه من قبل طرف بحث في 12 نوفمبر 1912 واسترجاع سجلاتها. أصبح معسكر النهائية قبر بهم نصبت رجم عال من الثلوج أكثر من ذلك، يعلوه الصليب الطراز تقريبا وفي يناير كانون الثاني عام 1913، قبل أن يغادر تيرا نوفا للمنزل، قدم صليب كبير من الخشب من قبل النجارين السفينة، المنقوشة. مع أسماء خسر الحزب وخط تينيسون من قصيدته يوليسيس:. «الكفاح من أجل السعي لإيجاد وعدم الاستسلام»، وأقيم كنصب تذكاري دائم.
وأبلغت العالم من المأساة عندما وصلت تيرا نوفا أومارو نيوزيلندا في 10 فبراير 1913 في غضون أيام، أصبح سكوت رمز وطني وقد أثارت روح القومية الشرسة لندن أخبار المساء دعا إلى قصة يمكن ان تقرأ على تلاميذ المدارس في جميع أنحاء الأرض ليتزامن مع حفل تأبين في كاتدرائية سانت بول في 14 فبراير سئل روبرت بادن باول، مؤسس الكشافة جمعية "هل البريطانيين انحدار لا... هناك الكثير من نتف وروح غادرت في بريطانيا بعد كل شيء وقد أظهرت الكابتن سكوت والكابتن أوتس لنا ذلك.
تم تكريم الناجين من الحملة بشكل مناسب على عودتهم، مع الميداليات والترقيات القطبية للافراد البحرية. بدلا من لقب فارس الذي ربما كان زوجها قد نجا، منحت كاثلين سكوت رتبة وأسبقية أرملة قائد فارس من وسام حمام. في عام 1922، تزوجت من إدوارد هيلتون الشباب، في وقت لاحق الرب كينيت (أنها أصبحت سيدة كينيت)، وظلت المدافع باسل من سكوت سمعة حتى وفاتها، البالغ من العمر 69 عاما، في عام 1947.
وصل خبر نجاح أموندسن أوروبا قبل مصير سكوت كان معروفا. عندما نشرت هذه القصة المأساوية، و«حكاية من الشجاعة والقوة والشجاعة» قد أثارت بالفعل قلوب الإنجليزية. أصبح مذكرات قوية وبليغة من أكثر الكتب مبيعا، وارتقى سكوت بسرعة إلى مكانة أسطورية، ليصبح أعظم بطل في البحرية الملكية منذ هوراشيو نيلسون، وأول بطل عظيم من بريطانيا في القرن العشرين. الكابتن أوتس، الذين ضحوا، يأتي في المرتبة الثانية فقط إلى حالة سكوت البطولية.
وقد طغى على سبيل المثال من سكوت، أوتس وغيرها التي تواجه الموت مع قاسية بعد جهودهم جبارة من قبل قوى الطبيعة الشفة العليا احتفل دون تمحيص في الكتب والأفلام، وتمثال من سكوت من قبل زوجته، وأقامت كاثلين، نحات، في، في واترلو مكان.
منحت كاثلين رتبة (ولكن ليس النموذج) من أرملة القائد الفارس من وسام الحمام، ولكن (على الرغم من الاعتقاد الشائع) هذا لا يرقى إلى كونه سكوت سمت بعد وفاته وكان لا يسمح لها لاستدعاء السيدة سكوت.

### شقيق سكوت
كان شقيق سكوت، القس لويد هارفي بروس، رئيس الجامعة من قرية صغيرة ارويكشاير Binton، وبتكليف منه التذكارية نافذة كبيرة من الزجاج الملون، وعرض مشاهد من الحملة سكوت، الذي لا يزال موجودا اليوم اليوم. نصب تذكاري كبير والذي تم تجديده مؤخرا إلى سكوت يمكن العثور داخل بليموث، إنجلترا تطل على الميناء. نقشت عليه مع تعبير الصحيفة سكوت. ويمكن الاطلاع على النصب التذكارية البارزة الأخرى داخل وتشالمرز من الزمن كرايستشيرش، نيوزيلندا، من الموانئ تيرا نوفا "بعد اثنين من ليالي المكالمة قبل الإبحار إلى القارة القطبية الجنوبية. وقد تم تمديد سكوت اسم جدا لتشمل القارة حيث توفي، والآن يعادل يشار دائما إلى "سكوت في القطب الجنوبي." عندما تم تأسيس قاعدة بحثية دائمة في القطبين، وكان يسمى [محطة القطب الجنوبي أموندسن سكوت].
نهاية دراماتيكية من السفر القطبية تعويض عن فقدان هيبة الأمة البريطانية لاكتشاف القطب الجنوبي إلى النرويجية. إن الأمة التي تحتفل الفشل البطولية وكذلك الانتصارات، وفاز بريطاني أسطورة المأساوية الذي كان محبوبا أكثر بشدة أن الإنجاز الجغرافية بسيطة فقط كان، ولم تقلص من قبل مأساة أكبر بكثير من الحرب عالم وسرعان ما تبعه. أسطورة والأبطال المركزي قد اختفت أكثر أو أقل دون منازع لسنوات الستين، حتى بدأت المؤرخين الجدد إلى تفكيك. على وجه الخصوص، وضع سيرة المقارنة لا يرحم («سكوت وأموندسن / آخر مكان على وجه الأرض»، 1979) بالقرب من رولان Huntford، إلى تدمير أسطورة وينتقد التحفيز، والقيادة، والحكم سكوت واختصاصها. تأتي في الوقت الذي تثمن سكوت يتمثل معظم وقد لوحظ ذلك على نطاق واسع (فعل الأشياء بالطريقة الصعبة، والحفاظ على الشفة العليا شديدة في نهاية؛ علم زرع الموديل استكشاف المستعمرة؛ اعمد أراضي اكتشف اسم الملك، في وطنية غير معقدة و«المسيحية العضلات»)، اكتسبت وجهة النظر التحريفية الأرض وبدأ لتحل محل أسطورة الأصلي كما عرض أكثر على نطاق واسع قبلت، مما دفع الحديثة المستكشف القطبي Ranulph فينيس لكتابة الدفاع عن سمعة سكوت («الكابتن سكوت»، 2003).

### سمعة سكوت
واصلت سمعة سكوت بعد الحرب العالمية الثانية وما بعدها الذكرى 50 لكارثة في 1962. بعد بضع سنوات، الجنيه ريجنالد أول كاتبة للسيرة تمكنت من الاطلاع على السجل لمزلقة سكوت تكشف عن أوجه القصور الشخصية التي ألقت الضوء مختلفة عن شخصية سكوت على الرغم من انه استمر في دعم بطولته، واصفا «الصحة الأخلاقية مضمون لا يتزعزع» والأكثر أهمية من هذه الكتب هو رجال سكوت (1977) من قبل ديفيد طومسون. كان سكوت ليس رجلا عظيما، وصفت منظمة على أنه «محفوفة بالمخاطر» و«معيبة». وهكذا في أواخر 1970 على حد تعبير كاتب سيرة ماكس جونز، «هو كشف شخصية سكوت معقدة وأساليبه».
وكان سكوت بلا شك قادر على ولاء كبير الملهم بين رجاله. وكانت بعض استعداد لمتابعة ذكره. واضاف «انه لا يطلب منك أن تفعل ما لم يكن على استعداد للقيام نفسه»، ويقول انه سائق تيرا نوفا، وليام بيرتون. توماس كرين، الأيرلندي الذي رافق سكوت على اكتشاف وتيرا نوفا البعثات، يصب أكثر: «أنا أحب كل شعرة من رأسه» ولكن علاقاته مع الآخرين، بما في ذلك ارنست شاكلتون، لورنس أوتس وزملائه كانوا أقل. وعلى الرغم من خبرته الواسعة في التنقيب، ولكنه احتفظ له باعتباره «الهواة» الجانب حتى النهاية. وترددها في الاعتماد على الكلاب، على الرغم من نصيحة من الخبراء في هذا المجال مثل فريدجوف نانسن، واستشهد باعتباره العامل الحاسم الذي سبب له أن يخسر السباق إلى القطب.
في عام 2005، نشرت ديفيد كرين سيرة سكوت الجديدة التي، وفقا Barczewski، ويتماشى مع إجراء تقييم للسكوت «سلمت من عبء التفسيرات الماضي». قال جادل رافعة أن ما حدث لسمعة سكوت تنبع من الطريقة التي غيرت وجه العالم منذ أن تم إنشاء أسطورة البطل: «إن المشكلة ليست أن نفهمها بشكل مختلف، ولكننا ينظرون إليها بنفس الطريقة، وأنه غريزي،».

## روابط خارجية
- روبرت فالكون سكوت على موقع الموسوعة البريطانية (الإنجليزية)
- روبرت فالكون سكوت على موقع ميوزك برينز (الإنجليزية)
- روبرت فالكون سكوت على موقع إن إن دي بي (الإنجليزية)
- روبرت فالكون سكوت على موقع ديسكوغز (الإنجليزية)